# 要劇料
要劇料（ようげきりょう、要劇䉼）とは、律令制の日本において官人に対して払われていた手当の1つ。

## 概要
律令法などの法令には定めがないものの、養老3年（719年）に激務を務める官人（劇官）を選んで銭を支給したのが最初とされる。初期の制度については支給対象など不明な部分もあるが、激務である在京の職事官に対して官位に対して月単位で銭を支給していたと考えられている。これに対して番上官の劇官に対しては、番上粮と呼ばれる米が支給されていた。通常、職事官には月料、番上官には大粮が支給されており、要劇料・番上粮は今日で言う特別手当の性格を有していたとみられている。
大同3年（808年）から翌4年（809年）にかけて、官人の給与制度の改革が行われ、その結果、月料の支給範囲が縮小されるとともに、要劇料の支給単位が観察使（参議）以外の職事官に支給されること、官位を問わず人あたり1日あたり2升を支給する（銭での支給を停止）、支給の是非は上日（出勤日数）によって決定することにされた。また、番上官の給与に関しても改革が行われた。その結果、全ての長上官と番上官は官司あるいは官職別に月料・要劇料・番上粮のいずれかの給与を1日あたり2升支給されることになった（ただし、番上官は月料と番上粮を1升ずつという形態を採った）。同時に要劇料はそれまでの特別手当としての性格を失うことになった。その結果、要劇料と月料の区別が失われ、混同され要劇月䉼となった。
これらの財源は毎年諸国から大炊寮に納められる年料舂米が充てられた。毎月4日に諸官司は太政官に対して前月の実績を報告し、太政官は自己の分を含めた必要とする米の量を記した支給に関する太政官符を大炊寮を所管する宮内省に対して下し、これを受けて大炊寮からその月の13日に支給された。
だが、9世紀後半になると年料舂米の収納が滞るようになり、元慶3年（879年）に設置されたいわゆる「元慶官田」にはこれを補う意味も含まれていた。2年後にはその一部が諸官司に分割されて要劇料の財源とされて要劇田と呼ばれるようになった。要劇田は後の諸司田・諸司領の原型となった。